# Klaffende Tube
Klaffende Tube, offene Tube oder Erweiterte Tuba auditiva bezeichnet eine Funktionsstörung der Eustachischen Röhre (Tuba auditiva), bei der die Tube beidseitig oder auch nur einseitig, ständig oder zeitweise geöffnet bleibt. Normalerweise ist die Tube unter dem Einfluss des umgebenden Gewebes, vor allem des Tubenknorpels und des sogenannten Ostmann-Fettkörpers, geschlossen und öffnet sich nur kurz unter der Wirkung einer Reihe von Muskeln, allen voran des Musculus tensor veli palatini (Spannmuskel des Gaumensegels).

## Symptome
Das Leitsymptom der klaffenden Tube ist die Autophonie, das heißt, der körpereigene Schall wird ungehindert über die Tube dem Mittelohr zugeführt. Die eigene Stimme wird als sehr laut und dröhnend empfunden, die Umgebungsgeräusche im Vergleich dazu als zu leise. Auch das eigene Atmen wird vergleichsweise laut wahrgenommen, teils wird ein atemsynchrones Flattern oder Klappen beschrieben. Häufig klagen die Patienten auch über einen dumpfen Ohrdruck. Typischerweise verschwinden die Symptome bei Steigerung des venösen Druckes im Kopfbereich, z. B. im Liegen oder durch Druck auf die Halsvenen. Nicht selten zeigen die Patienten mit klaffender Tube den subjektiven Zwang zu scharfer Einatmung durch die Nase (sogenanntes Sniffen), wodurch im Nasenrachen ein Unterdruck erzeugt wird, der sich über die offene Tube auf das Mittelohr überträgt, was zu einem vorübergehenden Verschluss der Tube führt. Im Vergleich zur Häufigkeit der klaffenden Tube (ca. sechs bis sieben Prozent) ist jedoch die Zahl der Patienten mit ernsten Beschwerden auffallend gering, meist ist die klaffende Tube symptomlos. Allerdings kann insbesondere bei Autophonie ein erheblicher Leidensdruck bestehen.

## Ursachen
Nach gegenwärtigem Wissensstand wird eine Reihe von Ursachen für die klaffende Tube diskutiert. Dazu gehören eine vorangegangene starke Abnahme des Körpergewichtes, hormonelle Faktoren (Schwangerschaft, Kontrazeptiva), Narben im Nasenrachen etwa nach Adenotomie oder eine Tumorbestrahlung des Nasenrachens. Auch komplexere Ursachen wie eine Desynchronisation von Schluckakt und Kontraktion des Musculus tensor veli palatini, wodurch die Tube beim Übertritt der Speise vom Rachen in die Speiseröhre geöffnet bleibt, werden beschrieben. Auch ein Zusammenhang zwischen kraniomandibulärer Dysfunktion und Tubenverschlussstörung wird diskutiert.

## Diagnose
Neben der typischen Symptomatik (Autophonie, Verschwinden der Symptome im Liegen oder bei Erhöhung des Venendruckes) lässt sich häufig unter dem Mikroskop eine atemsynchrone Trommelfellbewegung erkennen. Tympanometrisch lassen sich atemsynchrone Impedanzänderungen zeigen. Je nach Ausprägung der Tubenstörung sind diese Veränderungen jedoch nicht immer nachzuweisen. Meist zeigen aber die Tubenfunktionstests (Valsalva-Versuch o. ä.) eine abnorm leicht zu öffnende Tube. Versuche, eine klaffende Tube mit bildgebenden Mitteln nachzuweisen (Magnetresonanztomographie), sind noch nicht befriedigend.

## Behandlungsmethoden
In Hinblick auf die häufig fehlenden Beschwerden ist oft keine Therapie erforderlich. Bei asthenischen Patienten kann eine Gewichtszunahme u. U. die Beschwerden beseitigen, bei Frauen kann das Absetzen oder ein Wechsel des Ovulationshemmers erfolgreich sein. Gelegentlich zeigt die Verwendung einer Nasensalbe eine Besserung. Abschwellende Nasentropfen oder -sprays sind zu vermeiden, ebenso das häufige Ausführen des Valsalva-Versuchs.
Verschiedene operative Methoden zur Verengung des Tubeneinganges, wie Einspritzen von Silikon oder Kollagen oder die Implantation von Gelatineschwämmchen oder Knorpelstückchen in den Tubenwulst, zeigen keinen regelmäßigen Erfolg.
Linderung verschafft eventuell das Einsaugen physiologischer Salzspülung (0,7 Prozent bzw. 7 Gramm Salz auf 1 Liter Wasser) durch die Nase.